# The Edge of Glory
The Edge of Glory – trzeci singiel amerykańskiej piosenkarki Lady Gagi z jej drugiego albumu Born This Way. Premiera odbyła się 9 maja 2011 roku.
Początkowo piosenka była zapowiadana jako jeden z dwóch singli promocyjnych, nie przeznaczonych do sprzedaży, jednakże po pozytywnych komentarzach i bardzo dobrym przyjęciu przez krytykę Lady Gaga postanowiła, że wyda tę piosenkę jako trzeci oficjalny singiel albumu.
Utwór gwiazda napisała po śmierci swojego dziadka w roku 2010. Piosenka zadebiutowała na miejscu 3 zestawienia Billboard Hot 100 i była numerem 1 na iTunes w takich krajach jak USA, Wielka Brytania, Japonia, Hiszpania, Kanada, Francja, Irlandia, Włochy czy Australia. Utwór sprzedał się w Wielkiej Brytanii w łącznej sumie ponad 435 tysięcy kopii.

## Teledysk
Lady Gaga napisała na swoim twitterze 22 maja odnośnie do teledysku „Będę kręcić teledysk w ciągu tygodnia. Nie mogę się doczekać. już napisałam opis, jest magiczny!”. Laurieann Gibson, choreografka i przyjaciółka Lady Gagi potwierdziła, że trwają prace nad teledyskiem, do którego ona ułoży choreografię. Premiera nowego teledysku miała miejsce 16 czerwca. Klip trwa 5 minut i 27 sekund. Zaczyna się ujęciem ulicy w różowym dymie z którego wyłania się Lady Gaga. Piosenkarka tańczy na balkonie oraz schodach, a na końcu znika za oknem. W klipie pojawia się także saksofonista Clarence Clemons. Krytycy pochwalili prostotę teledysku, podczas gdy niektórzy porównywali klip do dzieł Michaela Jacksona, takich jak Billie Jean. Teledysk obejrzano ponad 100 milionów razy na portalu YouTube.

## Uznanie krytyków
Krytycy serwisu billboard.com wybrali „The Edge Of Glory” za ósmego najlepszego singla roku 2011. Rolling Stone postawił utwór na pozycji #7 zestawienia 50 najlepszych utworów 2011. Za najlepsze cechy przeboju wybrali świetny solowy fragment gry na saksofonie Clarenca Clemonsa oraz nawiązanie do piosenek dance z lat 80.

## Wykonania na żywo
Piosenkarka zaprezentowała „The Edge of Glory” w Radio 1’s Big Weekend 2011 oraz Saturday Night Live. Oba występy Lady Gaga wykonała w wersji akustycznej grając na fortepianie.
Natomiast w finale programu American Idol oraz na występie w Good Morning America zaśpiewała wersję zbliżoną do studyjnej (bez gry na fortepianie).
Artystka wykonała również trzeci singiel w niemieckiej edycji programu Germany's Next TopModel, w brytyjskim show Paul O'Grady Show oraz na Europride. Lady Gaga zaśpiewała The Edge of Glory także na gali rozdania nagród Much Music Video Awards

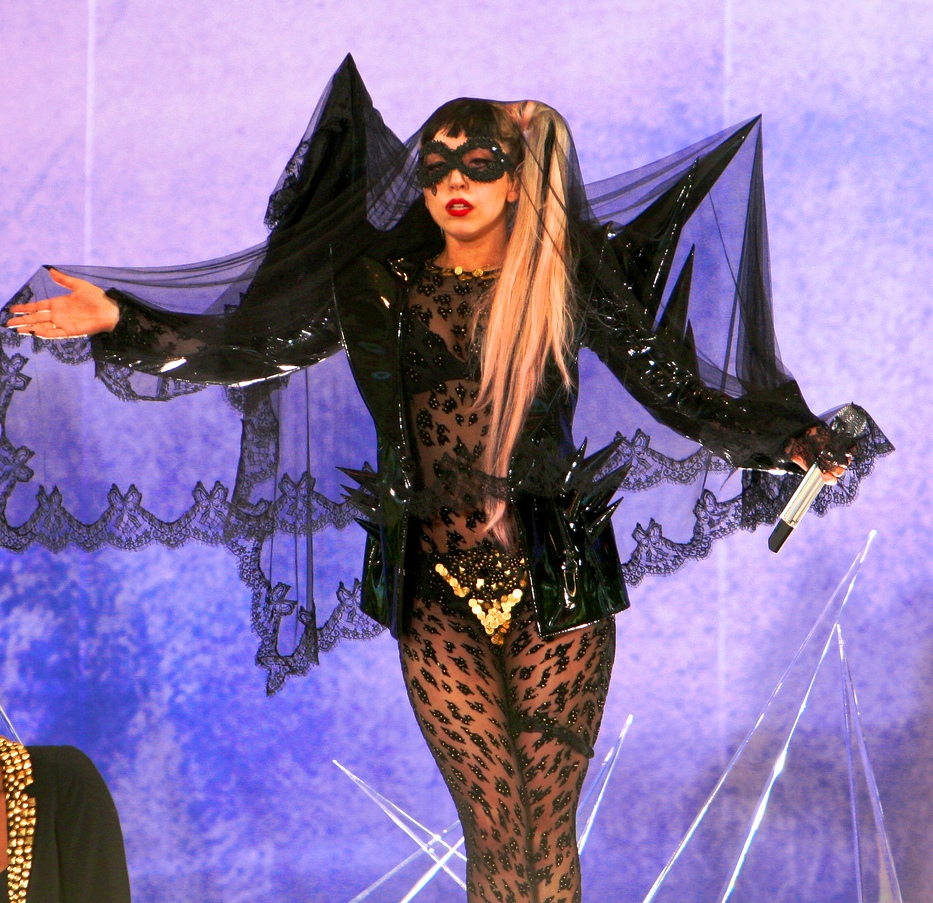
Lady Gaga wykonująca The Edge of Glory w programie Good Morning America

## Lista utworów
- Digital download

1. „The Edge of Glory” – 5:20

- CD single

1. „The Edge of Glory” (Radio Edit) – 4:20
2. „The Edge of Glory” (Cahill Club Mix) – 7:26

- The Edge of Glory – The Remixes

1. „The Edge of Glory” (Sultan & Ned Shepard Remix) – 6:34
2. „The Edge of Glory” (Funkagenda Remix) – 7:53
3. „The Edge of Glory” (Bare Noize Remix) – 3:48
4. „The Edge of Glory” (Porter Robinson Remix) – 6:40
5. „The Edge of Glory” (Cahill Club Remix) – 7:27
6. „The Edge of Glory” (Foster The People Remix) – 6:10

## Pozycje na listach
| Lista przebojów (2011)                    | Najwyższa pozycja |
| ----------------------------------------- | ----------------- |
| Australia (ARIA Charts)                   | 2                 |
| Belgia (Singles Chart, Flanders)          | 6                 |
| Belgia (Singles Chart, Wallonia)          | 2                 |
| Kanada (Canadian Hot 100)                 | 3                 |
| Dania (Singles Chart)                     | 8                 |
| Finlandia (Official List)                 | 14                |
| Francja (Singles Chart)                   | 7                 |
| Niemcy (Singles Chart)                    | 3                 |
| Irlandia (Singles Chart)                  | 10                |
| Włochy (Singles Chart)                    | 2                 |
| Holandia (Top 100)                        | 9                 |
| Nowa Zelandia (Singles Chart)             | 3                 |
| Norwegia (Singles Chart)                  | 2                 |
| Szkocja (Singles and Albums Chart)        | 2                 |
| Hiszpania (Singles Chart)                 | 5                 |
| Wielka Brytania (Singles Chart)           | 6                 |
| Stany Zjednoczone (Billboard Hot 100)     | 3                 |
| Stany Zjednoczone (Pop Songs)             | 3                 |
| Stany Zjednoczone (Digital Songs)         | 2                 |
| Korea Południowa (Gaon Chart)             | 1                 |
| Brazylia (Hot 100 Singles)                | 1                 |
| Stany Zjednoczone (Dance Club Play Songs) | 1                 |
| Słowacja (Airplay Chart)                  | 1                 |
| Polska                                    | 1                 |

## Historia wydania
| Kraj       | Data         | Wytwórnia płytowa                | Format           |
| ---------- | ------------ | -------------------------------- | ---------------- |
| Cały świat | 9 maja 2011  | Streamline, Kon Live, Interscope | Digital Download |
| USA        | 17 maja 2011 | Streamline, Kon Live, Interscope | Airplay          |